# Lord Innermeath
Lord Innermeath ist ein erblicher britischer Adelstitel in der Peerage of Scotland.
Der Titel ist nach dem Wohnort der Lords, Innermeath (heute Invermay) bei Perth, benannt.
Der Titel wurde am 17. April 1470 von König Jakob III. für Walter Stewart, 3. Lord Lorne, geschaffen. Die Verleihung erfolgte als Entschädigung für den Titel Lord Lorne, auf den dieser zugleich zugunsten des Gatten seiner Nichte, Colin Campbell, 1. Earl of Argyll verzichtete.
Sein Ur-ur-urenkel, der 6. Lord Innermeath, wurde 1596 auch zum Earl of Atholl erhoben. Beim kinderlosen Tod von dessen Sohn, dem 2. Earl, erloschen 1625 beide Titel.

## Liste der Lords Innermeath (1470)
- Walter Stewart, 1. Lord Innermeath († 1489)
- Thomas Stewart, 2. Lord Innermeath († 1513)
- Richard Stewart, 3. Lord Innermeath († 1532)
- John Stewart, 4. Lord Innermeath († 1569)
- James Stewart, 5. Lord Innermeath († 1585)
- John Stewart, 1. Earl of Atholl, 6. Lord Innermeath († 1603)
- James Stewart, 2. Earl of Atholl, 7. Lord Innermeath († 1625)